# 维多利亚-达斯米松伊斯
维多利亚-达斯米松伊斯是巴西南大河州的一个市镇。总面积259.609平方公里，总人口3652人，人口密度14.1人/平方公里。